# Robert Wohl
Robert Wohl (1936) es un historiador estadounidense, que ha sido profesor en las universidades de Princeton y UCLA.
Es autor de obras como French Communism in the Making, 1914-24 (Stanford University Press, 1966), The Generation of 1914 (Harvard University Press, 1979), A Passion for Wings: Aviation and the Western Imagination, 1908-1918 (Yale University Press, 1994) o The Spectacle of Flight: Aviation and the Western Imagination 1920-1950 (Yale University Press, 2005), entre otras.